# Riba-roja de Túria
Riba-roja de Túria (spanisch und bis 1984 offiziell Ribarroja del Turia) ist eine Gemeinde in der spanischen Provinz Valencia. Sie befindet sich im Comarca Camp del Túria. Die Gemeinde ist mit der Metro Valencia verbunden.

## Geografie
Das Gemeindegebiet von Riba-roja de Túria grenzt an das der folgenden Gemeinden: Benaguasil, Quart de Poblet, Cheste, Chiva, l'Eliana, Loriguilla, Manises, Paterna, La Pobla de Vallbona und Vilamarxant, die alle in der Provinz Valencia liegen.

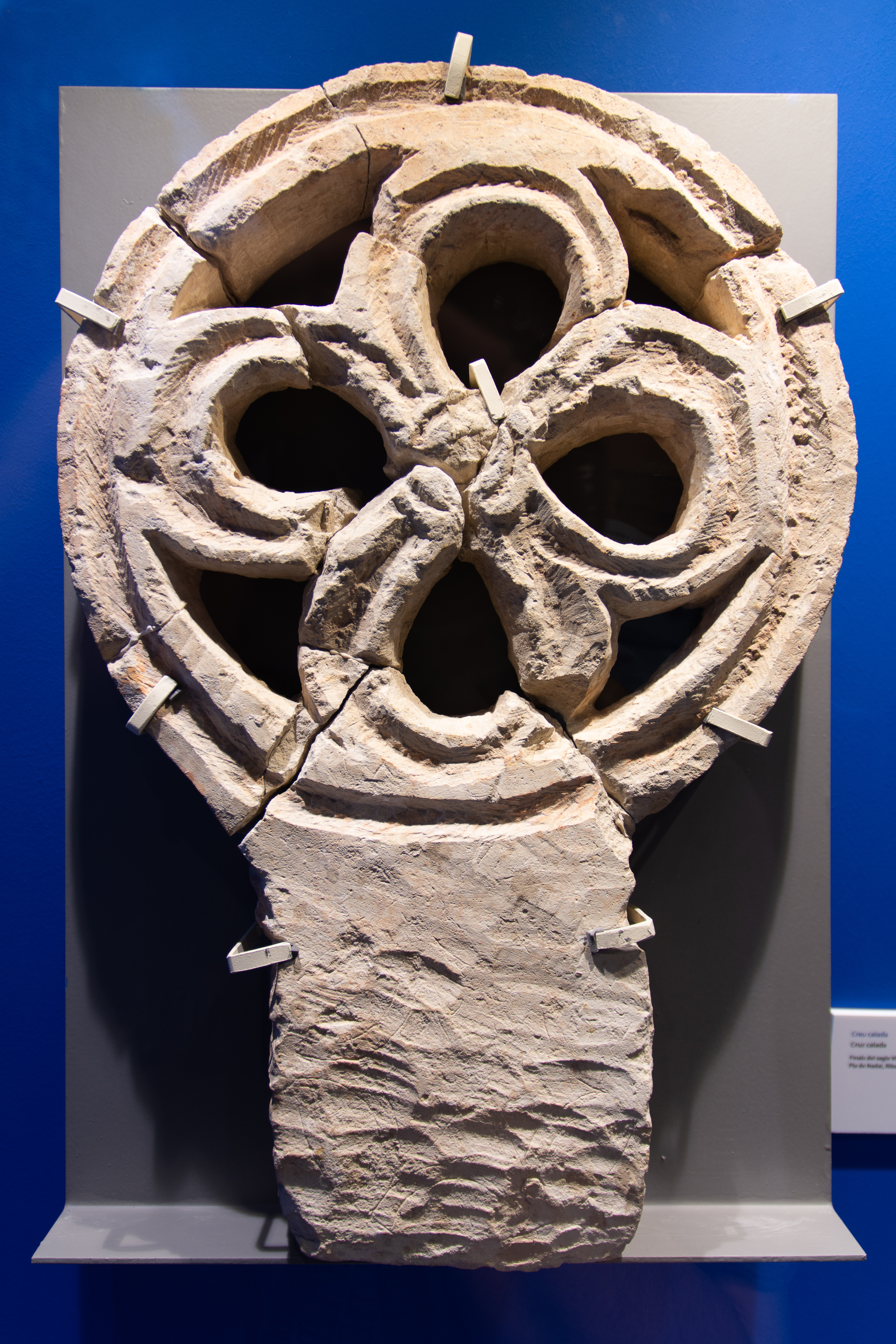
Westgotisches Kreuz von Pla de Nadal

## Demografie
| 3.258 | 3.624 | 4.001 | 4.372 | 4.458 | 4.764 | 4.888 | 5.781 | 7.058 | 8.035 | 9.815 | 11.236 | 13.562 | 22.264 |

## Sport
Die Frauen des Cementos La Unión Ribarroja spielten Handball in der ersten spanischen Liga.